# 蓮馨寺
蓮馨寺（れんけいじ）は、埼玉県川越市連雀町にある浄土宗の寺院である。山号は孤峰山。院号は宝池院。本尊は阿弥陀如来。小江戸川越七福神第5番札所であり福禄寿を祀る。

## 歴史
河越夜戦後の天文18年（1549年）、武蔵国河越城主大道寺政繁が亡くなった母の蓮馨尼のために開基。開山は大道寺政繁の甥にあたる感誉存貞上人。存貞上人は増上寺第十世法主となった。また源誉存応上人（増上寺の十二世法主）など代々、高僧が住職となった。
江戸時代の1602年には浄土宗の関東十八檀林の1つとなり、葵の紋所が許された幕府公認の僧侶養成機関として多くの学僧を育てた。
存応上人の直弟子・呑龍上人を祭る呑龍堂があり、安産に霊験があるとされ、毎月八日は縁日となる。また呑龍堂の外には釈迦の高弟・おびんずる様が鎮座し、さわると病気が治るとされ人気がある。

## アクセス
- 東武東上線「川越市駅」より徒歩10分・西武新宿線「本川越駅」より徒歩5分。
- JR川越線・東武東上線「川越駅」東口から東武バスウエスト・神明町車庫方面行きに乗車、「蓮馨寺前」下車（乗車時間約7分）
- 駐車場スペースあり[6]